# Посёлок Комсомольского отделения совхоза «Красное Знамя»
Посёлок Комсомо́льского отделе́ния совхо́за «Кра́сное Зна́мя» — посёлок в Аннинском районе Воронежской области России.
Входит в состав Рубашевского сельского поселения.

## Население
| 2000 | 2005 | 2010 |
| ---- | ---- | ---- |
| 168  | ↘151 | ↘91  |

## Улицы
- ул. Дворянская,
- ул. Речная.